# 唐津線
唐津線（からつせん）は、佐賀県佐賀市の久保田駅から同県唐津市の西唐津駅に至る九州旅客鉄道（JR九州）の鉄道路線（地方交通線）である。

## 概要
久保田駅で長崎本線から分岐し、多久駅・唐津駅を経て西唐津駅まで伸びており、佐賀県の県庁所在地である佐賀市と、多久市や唐津市といった佐賀県北西部地域を結ぶ地域輸送路線である。
筑紫平野から笹原峠を越え、厳木川・松浦川に沿って走っている。唐津炭田などから採掘された石炭を唐津港へ運ぶために建設された。
唐津駅 - 西唐津駅間はIC乗車カード「SUGOCA」の利用エリアに含まれている。なお起点である長崎本線久保田駅はSUGOCAの利用エリア内であるが、久保田駅 - 唐津駅間は通過も含めてSUGOCAの利用は一切認められていない（SUGOCAの「運賃計算の特例に使用する路線」から外されているため）。
スマートフォンアプリ「JR九州アプリ」内にある、列車位置情報システム「どれどれ」配信対象路線であり、スマートフォンから全線のリアルタイムの列車位置情報が閲覧できる。

### 路線データ
- 管轄（事業種別）：九州旅客鉄道（第一種鉄道事業者）
- 路線距離（営業キロ）：42.5km[3]
- 軌間：1067mm
- 駅数：13（起終点駅含む）
  - 唐津線所属駅に限定した場合、起点の久保田駅（長崎本線所属[5]）が除外され、12駅となる。
- 複線区間：なし（全線単線）
- 電化区間：唐津駅 - 西唐津駅間（直流1500V）
- 最高速度：85km/h[2]
- 閉塞方式：特殊自動閉塞式（軌道回路検知式 久保田駅 - 山本駅間）、単線自動閉塞式（山本駅 - 西唐津駅間）
- IC乗車カード対応区間：
  - SUGOCA福岡・佐賀・大分・熊本エリア：唐津駅 - 西唐津駅間

全線が本社鉄道事業本部直轄となっている。

### 利用状況

#### 平均通過人員
各年度の平均通過人員（人/日）および旅客運輸収入は以下のとおりである。
| 年度                   | 平均通過人員（人/日） | 平均通過人員（人/日） | 平均通過人員（人/日） | 旅客運輸収入 （百万円/年） | 出典        |
| 年度                   | 全区間                | 久保田 - 唐津         | 唐津 - 西唐津         | 旅客運輸収入 （百万円/年） | 出典        |
| ---------------------- | --------------------- | --------------------- | --------------------- | -------------------------- | ----------- |
| 1987年度（昭和62年度） | 3,528                 | 3,649                 | 1,315                 |                            | [ 6 ]       |
| 2016年度（平成28年度） | 2,200                 | 2,264                 | 1,026                 | 315                        | [ 6 ] [ 7 ] |
| 2017年度（平成29年度） | 2,169                 | 2,229                 | 1,066                 | 313                        | [ 8 ]       |
| 2018年度（平成30年度） | 2,141                 | 2,203                 | 1,005                 | 304                        | [ 9 ]       |
| 2019年度（令和元年度） | 2,057                 | 2,114                 | 1,024                 | 296                        | [ 10 ]      |
| 2020年度（令和02年度） | 1,655                 | 1,704                 | 766                   | 206                        | [ 11 ]      |
| 2021年度（令和03年度） | 1,719                 | 1,771                 | 766                   | 217                        | [ 12 ]      |
| 2022年度（令和04年度） | 1,764                 | 1,818                 | 765                   | 229                        | [ 13 ]      |

#### 線区別収支
各年度の収支（営業収益、営業費、営業損益）は以下のとおりである。▲はマイナスを意味する。
| 年度                   | 収支（百万円） | 収支（百万円） | 収支（百万円） | 出典   |
| 年度                   | 営業収益       | 営業費         | 営業損益       | 出典   |
| ---------------------- | -------------- | -------------- | -------------- | ------ |
| 2020年度（令和02年度） | 217            | 531            | ▲314           | [ 14 ] |
| 2021年度（令和03年度） | 227            | 605            | ▲378           | [ 15 ] |
| 2022年度（令和04年度） | 238            | 579            | ▲341           | [ 16 ] |

| 年度                   | 収支（百万円） | 収支（百万円） | 収支（百万円） | 出典   |
| 年度                   | 営業収益       | 営業費         | 営業損益       | 出典   |
| ---------------------- | -------------- | -------------- | -------------- | ------ |
| 2018年度（平成30年度） | 33             | 262            | ▲229           | [ 17 ] |
| 2019年度（令和元年度） | 38             | 223            | ▲185           | [ 18 ] |
| 2020年度（令和02年度） | 30             | 170            | ▲141           | [ 14 ] |
| 2021年度（令和03年度） | 30             | 206            | ▲177           | [ 15 ] |
| 2022年度（令和04年度） | 33             | 291            | ▲259           | [ 16 ] |

## 運行形態
線路名称上の起点は久保田駅であるが、全列車が久保田駅から長崎本線に乗り入れ佐賀駅発着となっている。一部の上り列車は久保田駅にて時間調整のため数分停車するダイヤとなっている。運行区間は佐賀駅 - 唐津駅・西唐津駅間が中心であるが、佐賀駅 - 多久駅間の列車も運転されている。おおむね1時間に1本程度の運転になっている。列車はすべて普通列車で、平日3往復を除きワンマン運転を実施している。
山本駅 - 唐津駅・西唐津駅間には筑肥線の伊万里方面の列車、西唐津駅 - 唐津駅間には筑肥線の姪浜方面・福岡市地下鉄空港線直通の列車も乗り入れている。そのため日中は前者で日中毎時2本、後者で同3本程度の運転となる。

### 過去の列車

#### 臨時特急「佐賀キャンペーン号」
2007年10月7日 - 11月25日の土曜・休日（11月3日・4日を除く）に、当時JR九州が行っていた「佐賀vs鹿児島キャンペーン」の一環として、鳥栖駅・佐賀駅 - 唐津駅間に臨時特急「佐賀キャンペーン号」が運行された。唐津線で特急が運行された唯一の事例である。
運行本数は1 - 4号の2往復で、1・4号が鳥栖駅 - 唐津駅間、2・3号が佐賀駅 - 唐津駅間で運行された。車両は185系2両編成（「ゆふ」用車両）が充当され、専用の方向幕も用意されていた。
- 停車駅：鳥栖駅 - 佐賀駅 - 久保田駅 - 小城駅 - 多久駅 - 山本駅 - 唐津駅

なお運転初日前日の10月6日には特急運転を記念し、同車が団体専用列車「唐津いかグルメ日帰り列車」として、博多駅 - 唐津駅間で1往復運転された。停車駅は博多駅、鳥栖駅、佐賀駅、唐津駅であった。

## 使用車両
定期運用される電車・気動車はすべて唐津車両センター所属。

### 唐津線全線

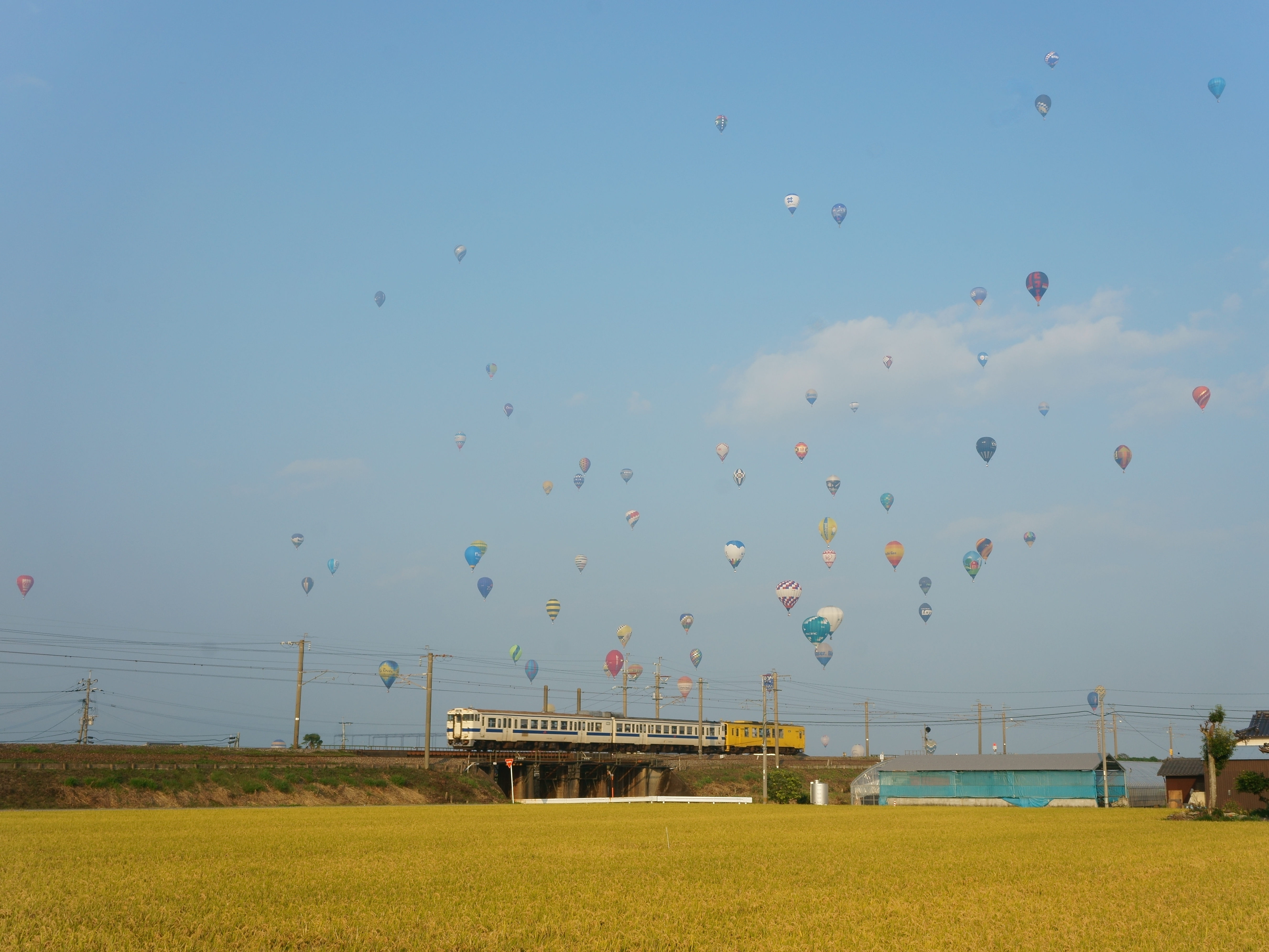
熱気球と3両編成の気動車。長崎本線（久保田-佐賀）に乗り入れる区間。

#### 気動車
キハ47形
すべてワンマン運転（2両編成時に実施）仕様となっている。朝のラッシュ時には最大4両編成で運用される。機関換装などの延命対策工事を施された車内にトイレがある8000番台・トイレがない9000番台が9両あり、便所窓や屋根上の水タンクを撤去した車両もある。9000番台は必ず、キハ125形気動車か、8000番台と連結し、トイレがない車両だけで編成が組まれないようにしている。2007年に転入した8000・9000番台は機関型式・座席配置が一部異なっている（ドア横座席の撤去・ボックスシート減）。便所は従来からの和式の循環式。国鉄時代に新潟から唐津へ転入した寒冷地仕様の旧500・1500番台各2両は、いずれも機関換装を含めた延命対策工事・2軸駆動化改造を経て3500・4500番台となり、他と共通運用されてきたが、2007年8月までに熊本・大分へ転出している。
キハ125形
基本的には単行またはキハ47と2両編成で運用されているが、ラッシュ時には増結用として用いられ、キハ47と混結で最大4両編成を組む。また同形式のみで2両、まれに3両や4両で編成を組むこともある。連結の向きや組み合わせは日によって違うことが多々ある。ワンマン運転仕様で運賃表示器を装備。便所は洋式の循環式で、車椅子対応となっており、冷房の吹き出し口もある。
2022年10月8日より、 『サガ』シリーズと佐賀県のコラボ企画「ロマンシング佐賀2022」の県内イベントの開始に合わせ ロマンシングサガラッピングが施された車両がキハ47と共に運行されている。

#### ディーゼル機関車
DE10形
熊本車両センター所属。不定期運用。小倉総合車両センターへ入出場する筑肥線用103系1500番台電車の非電化区間牽引用にしばしば入線する（唐津・久保田間非電化、久保田・小倉工場間交流電化、福岡市地下鉄は鹿児島本線と接続されていないため、必ず久保田経由で同機関車の牽引となる）ほか、試験・工事列車を牽引して入線することもある。国鉄時代には9600形蒸気機関車の後を継ぎ、貨物列車や1往復の客車列車を牽引した実績を持つ（当時の所属は早岐機関区）。

### 電化区間（唐津駅 - 西唐津駅間）
前節の気動車に加え、以下の電車が運用される。いずれもワンマン運転を行っている。
- 103系1500番台（3両編成）
- 303系（6両編成）
- 305系（6両編成）

## 歴史
唐津炭田などから産出される石炭を唐津港に輸送するために唐津興業鉄道（1900年、唐津鉄道に改称）により建設された鉄道で、長崎本線と接続する久保田側からではなく、唐津側から順次延伸されている。全通は、九州鉄道に合併された後の1903年である。1907年に鉄道国有法により九州鉄道が買収・国有化され、官営鉄道となった。久保田駅 - 西唐津駅間の本線のほかに多くの貨物支線を有したが、すでにすべてが廃止されている。そのうち、旅客営業も行っていた山本駅 - 岸嶽駅間（岸嶽支線）は、赤字83線廃止の取組みにより廃止されたものである。

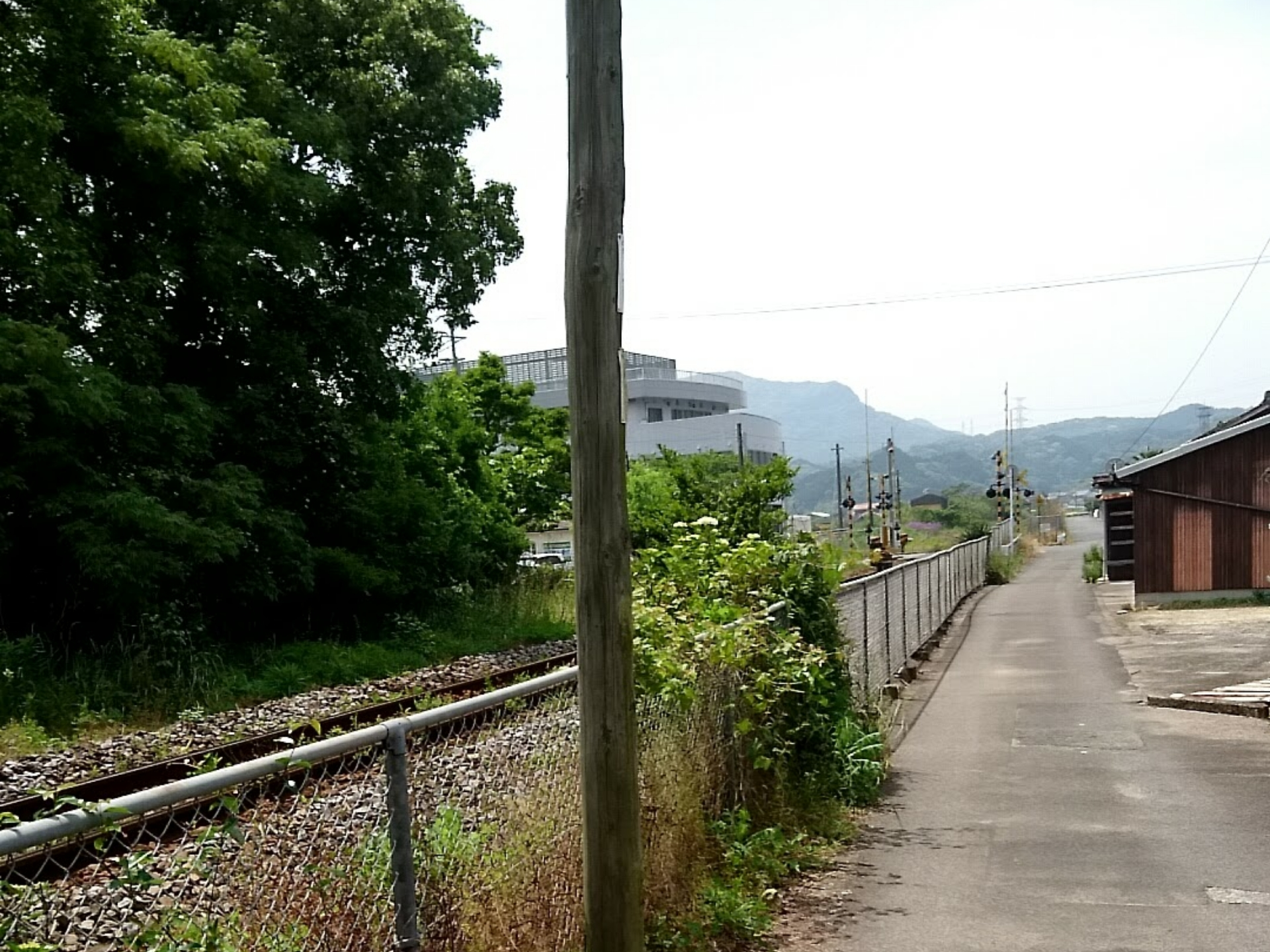
相知炭鉱支線への分岐点の現在の様子

筑肥線の博多方面との接続駅は筑肥線の前身である北九州鉄道が延伸された1929年以来、山本駅であったが、筑肥線の経路が1983年に変更され唐津駅接続となり、筑肥線の姪浜駅 - 唐津駅間とともに唐津線の唐津駅 - 西唐津駅間も直流電化され福岡市地下鉄空港線との直通運転が開始された。

### 年表
- 1898年（明治31年）12月1日：唐津興業鉄道 山本駅 - 妙見駅 - 大島駅間開業、山本駅、唐津駅、妙見駅、（貨）大島駅新設
- 1899年（明治32年）
  - 6月13日：厳木駅 - 山本駅間延伸開業、相知駅、本山駅、厳木駅、鬼塚駅新設
  - 12月25日：莇原駅 - 厳木駅間延伸開業、莇原駅新設
- 1900年（明治33年）4月18日：唐津興業鉄道が唐津鉄道に社名変更
- 1902年（明治35年）2月23日：唐津鉄道が九州鉄道に合併
- 1903年（明治36年）
  - 4月18日：莇原駅 - 柚ノ木原駅間貨物支線開業、（貨）柚ノ木原駅新設[20]
  - 11月1日：本山駅を岩屋駅に改称
  - 12月14日：久保田駅 - 莇原駅間延伸開業・全通、小城駅、別府駅新設
- 1905年（明治38年）
  - 10月11日：妙見駅を西唐津駅に改称
  - 10月22日：相知貨物支線分岐点 - 相知駅間貨物支線開業、（貨）相知駅新設（ 本線の相知駅とは別駅）
- 1907年（明治40年）7月1日：九州鉄道が買収され国有化、官営鉄道となる
- 1909年（明治42年）
  - 1月1日：山本駅 - 鹿ノ口駅間貨物支線開業、（貨）鹿ノ口駅新設、（貨）相知駅を相知炭坑駅に改称
  - 10月12日：国有鉄道線路名称制定、久保田駅 - 西唐津駅間および貨物支線（莇原駅 - 柚ノ木原駅間、相知炭坑分岐点 - 相知炭坑駅間、山本駅 - 鹿ノ口駅間、西唐津駅 - 大島駅間）を唐津線とする
- 1911年（明治44年）6月1日：別府駅を東多久駅に改称
- 1912年（明治45年）
  - 1月17日：山本駅 - 岸嶽駅間貨物支線開業、（貨）牟田部駅、（貨）岸嶽駅新設
  - 1月26日：山本駅 - 鹿ノ口駅間貨物支線廃止、（貨）鹿ノ口駅廃止
- 1913年（大正2年）9月21日：山本駅 - 岸嶽駅間旅客営業開始、牟田部駅、岸嶽駅を貨物駅から一般駅に変更。蒸気動車運転開始（西唐津-山本間、山本-岸嶽間）[21]
- 1930年（昭和5年）4月1日：貨物支線の起点を中相知信号場から山本駅に変更 (+5.4km)
- 1934年（昭和9年）4月1日：莇原駅を多久駅に改称
- 1940年（昭和15年）：東多久駅で小城炭鉱から産出される石炭積み出しが開始。出炭可能量15万トン/月に対し、当時の唐津線の輸送能力は5万トン/月程度が限界であり、鉄道省などに輸送力増強に向けた陳情が行われた[22]。
- 1956年（昭和31年）5月15日： 列車を気動車に置き換え（無煙化）[23]。
- 1960年（昭和35年）2月1日：本牟田部駅新設
- 1964年（昭和39年）4月1日：中多久駅新設
- 1967年（昭和42年）12月1日：多久駅 - 柚ノ木原駅間貨物支線廃止 (-1.4km) 、（貨）柚ノ木原駅廃止
- 1971年（昭和46年）8月20日：山本駅 - 岸嶽駅間支線廃止 (-4.1km) 、牟田部駅、岸嶽駅廃止
- 1978年（昭和53年）10月1日：山本駅 - 相知炭坑駅間貨物支線廃止 (-6.1km) （実際は中相知信号場 - 相知炭坑駅間 (0.7km) の廃止）、（貨）相知炭坑駅廃止
- 1982年（昭和57年）11月15日：西唐津駅 - 大島駅間貨物支線廃止[24]、（貨）大島駅廃止[25]
- 1983年（昭和58年）
  - 3月22日：唐津駅 - 西唐津駅間電化（直流1500V）、自動閉塞化、同区間で103系1500番台電車の営業運転を開始
  - 9月30日：久保田駅 - 西唐津駅間CTC使用開始、CTCセンターは唐津駅に設置
- 1986年（昭和61年）11月1日：久保田駅 - 西唐津駅間貨物営業廃止 (-42.5km)
- 1987年（昭和62年）
  - 4月1日：国鉄分割民営化により九州旅客鉄道が継承
  - 5月24日：有田駅 - 西唐津駅間でお召し列車が運転。翌日、西唐津駅 - 肥前麓駅間で同列車運転[26]。昭和天皇が乗車した最後のお召し列車であるとともに、国鉄分割民営化後にお召し一号編成がJR東日本以外のJR線でお召し列車として運行された唯一の例である。
- 1990年（平成2年）10月6日：山本駅 - 西唐津駅間でワンマン運転を開始[27]。
- 1991年（平成3年）3月16日：全線でワンマン運転を開始[28]。
- 2000年（平成12年）1月22日：唐津駅 - 西唐津駅間で303系電車の営業運転を開始
- 2006年（平成18年）10月30日・10月31日：佐賀駅 - 唐津駅間でお召し列車を運転（キハ185系使用）。
- 2010年（平成22年）3月13日：唐津駅・西唐津駅にSUGOCAを導入
- 2015年（平成27年）2月5日：唐津駅 - 西唐津駅間で305系電車の営業運転を開始
- 2016年（平成28年）12月22日：スマートフォンアプリ「JR九州アプリ」内の列車位置情報システム「どれどれ」運用開始により、リアルタイムで列車位置情報が配信開始[4]。
- 2018年（平成30年）9月28日：唐津駅・西唐津駅に、筑肥線区間の駅ナンバリングを導入[29]。
- 2024年（令和6年）10月1日：303系・305系電車でワンマン運転を開始。

## 駅一覧
便宜上、久保田側の全列車が直通する長崎本線佐賀駅からの区間を記載する。佐賀駅 - 久保田駅間については、唐津線直通列車についてのみ述べる。
- 電化方式 … 交流電化：20kV 60Hz、直流電化：1500V
- （臨）：臨時駅
- 唐津駅 - 西唐津駅間の一部列車（筑肥線姪浜駅を経由する福岡空港駅発着快速列車）を除き、全列車普通列車。快速列車を含め、全列車が全駅に停車
- 累計営業キロは久保田駅起点
- 全駅佐賀県に所在
- 線路（唐津線内は全線単線） … ◇・∨：列車交換可、｜：交換不可、||：複線（長崎本線内）
  - ※：西唐津駅の旅客用ホームは1面1線のみであるが、ホームのない副本線を用いた列車交換は可能

| 路線名   | 電化方式   | 駅番号               | 駅名   | 営業キロ                            | 営業キロ                            | 接続路線                                  | 線路 | 所在地 |
| 路線名   | 電化方式   | 駅番号               | 駅名   | 駅間                                | 累計                                | 接続路線                                  | 線路 | 所在地 |
| -------- | ---------- | -------------------- | ------ | ----------------------------------- | ----------------------------------- | ----------------------------------------- | ---- | ------ |
| 長崎本線 | 交流電化   |                      | 佐賀駅 | -                                   | 6.4                                 | 九州旅客鉄道： 長崎本線（鳥栖方面：JH08） | \|\| | 佐賀市 |
| 長崎本線 | 交流電化   | 鍋島駅               | 3.0    | 3.4                                 |                                     | \|\|                                      |      | 佐賀市 |
| 長崎本線 | 交流電化   | （臨）バルーンさが駅 | 1.8    | 1.6                                 |                                     | \|\|                                      |      | 佐賀市 |
| 長崎本線 | 交流電化   | 久保田駅             | 1.6    | 0.0                                 | 九州旅客鉄道：■長崎本線（長崎方面） | ∨                                         |      | 佐賀市 |
| 唐津線   | 交流電化   | 久保田駅             | 1.6    | 0.0                                 | 九州旅客鉄道：■長崎本線（長崎方面） | ∨                                         |      | 佐賀市 |
| 非電化   | 小城駅     | 5.1                  | 5.1    |                                     | ◇                                   | 小城市                                    |      |        |
| 非電化   | 東多久駅   | 5.5                  | 10.6   |                                     | ◇                                   | 多久市                                    |      |        |
| 非電化   | 中多久駅   | 3.0                  | 13.6   |                                     | ｜                                  | 多久市                                    |      |        |
| 非電化   | 多久駅     | 1.6                  | 15.2   |                                     | ◇                                   | 多久市                                    |      |        |
| 非電化   | 厳木駅     | 5.6                  | 20.8   |                                     | ◇                                   | 唐津市                                    |      |        |
| 非電化   | 岩屋駅     | 2.5                  | 23.3   |                                     | ｜                                  | 唐津市                                    |      |        |
| 非電化   | 相知駅     | 2.7                  | 26.0   |                                     | ◇                                   | 唐津市                                    |      |        |
| 非電化   | 本牟田部駅 | 4.1                  | 30.1   |                                     | ｜                                  | 唐津市                                    |      |        |
| 非電化   | 山本駅     | 2.8                  | 32.9   | 九州旅客鉄道：■筑肥線（伊万里方面） | ◇                                   | 唐津市                                    |      |        |
| 非電化   | 鬼塚駅     | 3.7                  | 36.6   |                                     | ◇                                   | 唐津市                                    |      |        |
| 直流     | JK20       | 唐津駅               | 3.7    | 40.3                                | 九州旅客鉄道： 筑肥線（姪浜方面）   | 唐津市                                    | ◇    |        |
| 直流     | JK21       | 西唐津駅             | 2.2    | 42.5                                |                                     | 唐津市                                    | ※    |        |

### 廃止区間

#### 岸嶽支線
接続路線の事業者名・所在地は当区間廃止時。所在地の相知町、北波多村は2005年の市町村合併により佐賀県唐津市となっている。
| 駅名     | 営業キロ | 営業キロ | 接続路線                             | 所在地           |
| 駅名     | 駅間     | 累計     | 接続路線                             | 所在地           |
| -------- | -------- | -------- | ------------------------------------ | ---------------- |
| 山本駅   | -        | 0.0      | 日本国有鉄道：筑肥線・唐津線（本線） | 唐津市           |
| 牟田部駅 | 1.7      | 1.7      |                                      | 東松浦郡相知町   |
| 岸嶽駅   | 2.4      | 4.1      |                                      | 東松浦郡北波多村 |

#### 貨物支線
（貨）は貨物駅を表す。
- 多久駅 - （貨）柚ノ木原駅
- 山本駅 - （貨）相知炭坑駅
- 西唐津駅 - （貨）大島駅